# كوسم آرغريتش
كوسم آرغريتش (بالإسبانية: Cosme Mariano Argerich)‏ هو طبيب أرجنتيني وإسباني، ولد في 26 سبتمبر 1758، وتوفي في 14 فبراير 1820.